# M/S Tor
M/S Tor är en finländsk isbrytande bil- och passagerarfärja, som byggdes 1952 på Hammarbyvarvet i Stockholm som hamnbogserbåt för Gävle hamn.
Tor tjänstgjorde som hamnbogserare i Gävle, Yxpila och Lovisa fram till 1992, då hon köptes av Sun Lines Oy, som drev Sveaborgslinjen som underleverantör till Sveaborgs Trafik Ab.
Fartyget byggde därefter om till färja vid Marine Alutech i Tykö. Fartygets gamla däcksstruktur demonterades och ersattes med en ny däcksstruktur, som var mer lämpad för passagerartrafik.  Passagerarområdet på huvuddäcket har plats för 68 personer, och bakom passagerarområdet - i aktern på fartyget - finns ett litet bildäck som rymmer en bil. Fartygets soldäcket har plats för 120 personer Det finns också en liten passagerarlounge under huvuddäcket i vattenlinjenivå.
Färjan går sommartid i lokaltrafik mellan Sveaborg och Salutorget i Helsingfors på uppdrag av Huvudstadsregionens Stadstrafik och på vintern på linjen till Kronbergsstranden.